# Cyathula spathulata
Cyathula spathulata är en amarantväxtart som beskrevs av Schinz. Cyathula spathulata ingår i släktet Cyathula, och familjen amarantväxter. Inga underarter finns listade i Catalogue of Life.